# 하울링 (1981년 영화)
《하울링》(영어: The Howling)은 1981년 공개된 미국의 공포 영화이다

## 줄거리
TV 리포터인 캐런 화이트(디 월리스 분)는 병원을 탈출한 정신 병자 에디(로버트 피카도 분)의 체포 작전을 취재하던 중 에디와 홀로 마주치게 되고 공포감을 느끼지만, 에디는 경찰의 총에 사살된다. 이후 악몽에 시달리던 캐런은 남편 빌(크리스토퍼 스톤 분)과 함께 요양소에 들어가는데...

## 출연
- 디 월리스 - 캐런 화이트 역
- 패트릭 맥니 - 조지 왜그너 박사 역
- 데니스 두건 - 크리스 핼러런 역
- 크리스토퍼 스톤 - R. 윌리엄 "빌" 닐 역
- 벌린다 벌래스키 - 테리 피셔 역
- 케빈 매카시 - 프레드 프랜시스 역
- 존 캐러딘 - 얼 켄턴 역
- 슬림 피컨스 - 샘 뉴필드 역
- 엘리자베스 브룩스 - 마샤 퀴스트 역
- 로버트 피카도 - 에디 퀴스트 역
- 케네스 토비 - 나이 있는 경찰 역
- 딕 밀러 - 월터 페이즐리 역
- 미섁 테일러 - 섄츠 역

## 기타 제작진
- 협력 제작: 롭 보틴
- 의상: 잭 뷸러